# トリゴネリン
トリゴネリン (trigonelline) とは多くの植物に含まれるピリジン環を持つアルカロイドの一種で、1-メチルピリジン-1-イウム-3-カルボキシラートのこと。あるいは N-メチルニコチン酸のこと。カフェアリン (caffearine) とも呼ばれる。一分子内に両荷電基を持つベタイン型分子である。トリゴネリンは熱により分解し、ニコチン酸に変化する。神経等に対する薬理作用が研究されている。
オシロイバナの種子や根に多く含まれるほか、コーヒーなどの農作物や一部魚介類にも含まれる。ゲッキツはこの物質を含むため、他のミカン科植物を食害するシロオビアゲハの産卵を抑制して食害を免れることが判明している。
トリゴネリン はコーヒーの生豆に最も多く含まれる。しかし高温に弱く、焙煎されることによってそのほとんどが失われてしまう。トリゴネリンには、脳の老化やアルツハイマー型認知症を予防する効果があるという研究成果が出ている。

## 生合成
植物体内ではニコチン酸より、ニコチン酸-N-メチルトランスフェラーゼ(EC 2.1.1.7)の作用により生合成される。
EC 2.1.1.7 S-adenosyl-L-methionine + nicotinate = S-adenosyl-L-homocysteine + N-methylnicotinate